# 城尾マツ
城尾 マツ（じょうび マツ、大正8年(1919年) - 2021年）は、日本の牧師。日之影キリスト教会牧師。

## 生い立ち
- 小学校5年の時、救世軍の路傍伝道隊に会い、キリストの話を聞いて聖書を読むことを始める。
- 19歳で洗礼を受けキリスト教徒となる。
- 城尾安盛と結婚後、夫婦で伝道を始めた。
- 69歳で神から召命をうける。
- 70歳で神学校に入り、5年かけて卒業し、翌年牧師按主を受けた。
- アメリカへ伝道に行き3ヶ月滞在
- 宮崎県西臼杵郡日之影町に76歳で小さな伝道所を開く。
- 饅頭やコンニャクを売りながら88歳で教会建設。

## 経歴
- 師範附属小学校の高等科
- 早稲田大学の通信講座を受けながら教員検定
- 夜学の産婆看護学校
- 自動車免許、調理師免許を取りる（甲斐薬店の前で「ひのかげまんじゅう」販売した）。
- 60歳から習字の勉強をして教師になる。（80人前後の生徒を育てた）。
- 70歳で神学校（JTJ宣教神学校）の通信生をし、5年間かけて卒業。
- 100歳を超えた後も活動をしていた[3]。
- 2021年10月老衰のため召される。享年102歳。[要出典]

## 逸話
- 「神の造られた地球を大事にする農業者を育てる事」が希望だという。

## 書籍・参考文献
- 「日の陰に光あふれて ― 城尾マツよこれが道ですこれを歩みなさい」林黛子 ／ アーク福音出版